# Kick-'em-Jenny
Kick 'em Jenny (également appelé Kick-'em-Jenny ou Mont Kick-'Em-Jenny) est un volcan sous-marin actif situé au fond de la mer des Caraïbes, à 8 km au nord de l'île de Grenade et à environ 8 km à l'ouest de l'île Ronde. Le mont s'élève à 1 300 m au-dessus du fond de la mer, sur le versant occidental de la dorsale des Petites Antilles. La plaque tectonique sud-américaine submerge la plaque tectonique des Caraïbes à l'est de cette crête et sous l'arc insulaire des Petites Antilles.

## Étymologie
Le volcan était inconnu avant 1939, bien que "Kick 'em Jenny" apparaisse sur des cartes antérieures comme le nom d'une petite île maintenant appelée « Diamond Rock » (Île Diamant), ou par le nom du détroit entre Grenade et l'Île de Ronde. Ce nom peut être une référence aux eaux qui sont parfois extrêmement rugueuses.

## Activité
Le premier enregistrement du volcan date de 1939, bien qu'il ait dû entrer en éruption de nombreuses fois avant cette date. Les 23 et 24 juillet 1939, une éruption brise la surface de la mer, envoyant un nuage de vapeur et de débris à 275 m dans les airs et générant une série de tsunamis d'environ deux mètres de haut lorsqu'ils atteignent les côtes du nord de la Grenade et du sud des Grenadines. Un petit tsunami a également atteint la côte ouest de l'île de la Barbade , où une vague soudainement balaie une route côtière, probablement à Paynes' Bay.

## Référence
- (en) Cet article est partiellement ou en totalité issu de l’article de Wikipédia en anglais intitulé « Kick-'em-Jenny » (voir la liste des auteurs).

1. ↑  (en) « Kick 'Em Jenny Volcano, West Indies », sur vulcan.wr.usgs.gov (consulté le 22 décembre 2021).
2. ↑  (en) Rosaly Lopes et Rosaly M. C. Lopes, The Volcano Adventure Guide, Cambridge University Press, 13 janvier 2005 (ISBN 978-0-521-55453-4, lire en ligne).